# 正宗哥吉拉
《正宗哥吉拉》是一部於2016年上映的日本怪獸電影。由庵野秀明和樋口真嗣執導，庵野同時負責編劇，樋口負責視覺效果。並由東寶和Cine Bazar共同製作，東寶發行，是《哥吉拉系列電影》的第31部作品，也是東寶製作的第29部作品。本片後成為庵野秀明製作的「新·日本英雄宇宙」系列的第1部電影作品，隨後則包括《新·奥特曼》（2022年）和《新·假面騎士》（2023年）
。電影由長谷川博己、竹野内豐、石原聰美主演，广告标语是「现实对虚构」。
本作并非某一哥吉拉作品的续作、而是独立的世界观，设定与系列第一作《哥吉拉 (1954年)》一样是「巨大不明生物」哥吉拉第一次出现并登陆日本。哥吉拉不仅拥有强大的破坏力还会放出核辐射，令日本陷入前所未有的危机之中。本作不僅呈現出東日本大震災及福島第一核電廠事故在日本社會引发的焦虑，也帶有回歸原點的想法。
2014年12月，東寶宣布計劃製作一部新的國產哥吉拉電影。庵野和樋口於2015年3月被宣布為導演。主要攝影於2015年9月開始，並於同年10月結束。《正宗哥吉拉》於2016年7月29日上映，獲得日本評論家的好評，而西方評論家的評價則褒貶不一。該片在全球總票房達7800萬美元，預算為10億日元，成為2016年最賣座的日本真人電影，同時也是該系列中最賣座，由日本製作的哥吉拉電影。它獲得了11項第40屆日本電影學院獎提名。

## 劇情
東京灣水隧突然出現轟然巨響、接著大水灌入，由於突發原因不明的崩塌事件。總理大臣官邸召集閣僚開緊急會議，大多官員認為「導致災害的原因是地震、海底火山」，但是看過網路目擊影片的内閣官房副長官矢口蘭堂（長谷川博己飾）指出海中可能棲息著巨大生物，總理大臣輔佐官赤坂秀樹（竹野内豐飾）及周圍的人對矢口的意見皆一笑置之。其後，巨大不明生物現身海上，驚慌失措的政府相關人員收集情報追蹤之際，巨大生物登陸了東京，並沿路破壞許多建物，日本政府遂設置緊急對策本部下達防衛出動命令，美國國務院則派遣總統特使加代子·安·派特森（石原聰美飾）前來關切，面臨未曾有的威脅，不僅日本、全世界也正在注視其動向。自衛隊與稱作「哥吉拉」的巨大生物將展開大決戰......

## 登場人物

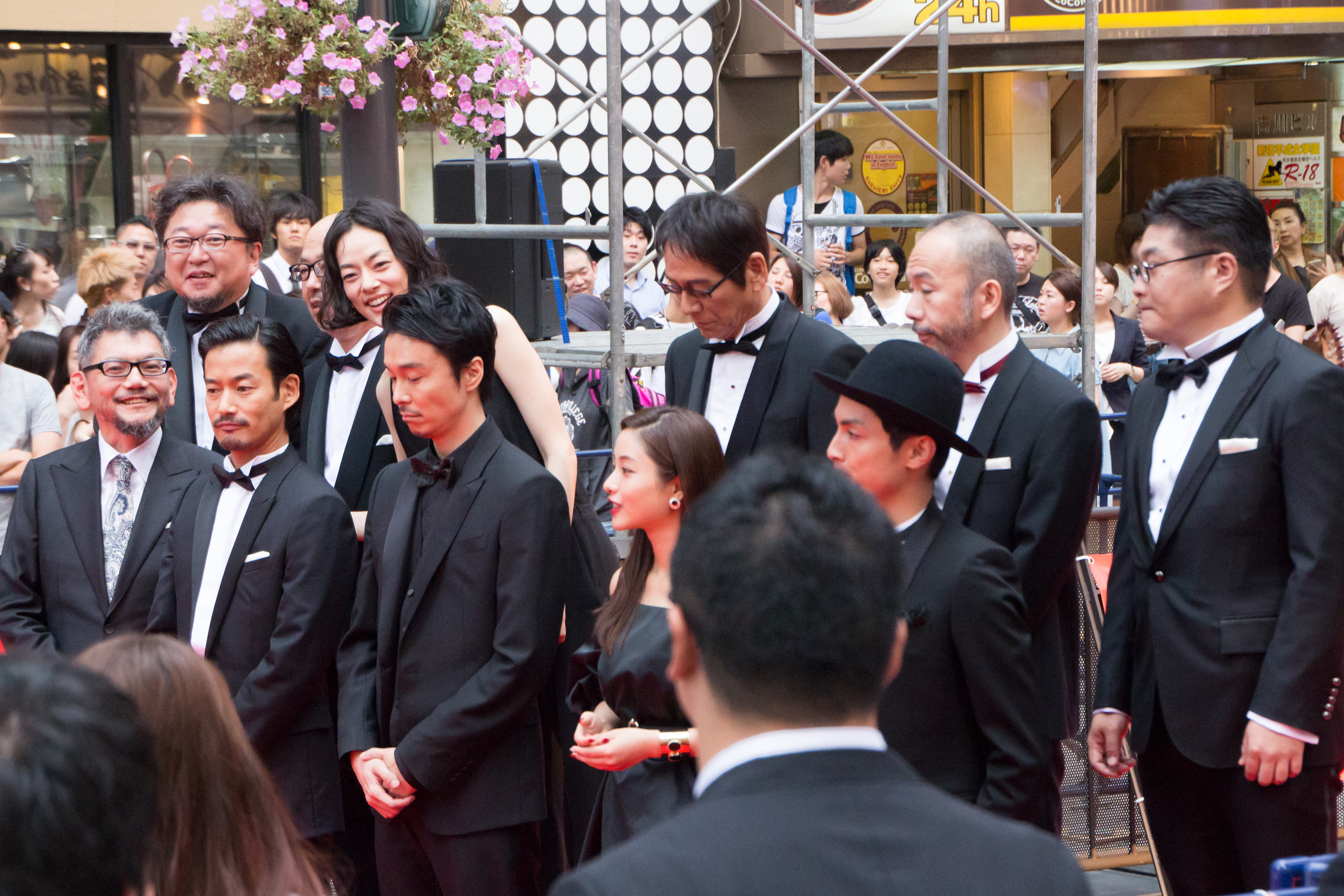
《正宗哥吉拉》製作人員：（前排左起）庵野秀明、竹內內豐、長谷川博己、石原里美、高良健吾。（後排左起））樋口真嗣、尾上勝郎、市川實日子、大杉漣、塚本慎也、松尾諭。

《正宗哥吉拉》共由328名演員組成的劇組構成。有觀點認為該作品以東日本大震災為隱喻，並在劇中充滿對當時的民主黨政權的描寫，例如描繪了國家戰略委員兼社會保障·稅收整合委員大臣、緊急災害對策總部的存在，以及使用混凝土泵車進行冷卻停止、美國的「友達作戰」等。
有觀點指出，由大杉漣飾演的內閣總理大臣大河內清次可能是以菅直人為原型，而由余貴美子飾演的防衛大臣花森麗子可能是以小池百合子為原型。雖然這些角色並非直接以現實中的人物為藍本，但在片中，長谷川飾演的內閣官房副長官兼政務負責人矢口蘭堂，和竹野內飾演的內閣總理大臣補佐官兼國家安全保障負責人赤坂秀樹，如果對應到實際的菅直人內閣，則由長谷川飾演的官房副長官對應到福山哲郎，竹野內飾演的總理補佐官對應到細野豪志。此外，實際上曾擔任東日本大震災時期內閣官房長官的枝野幸男以及曾擔任防衛大臣的小池百合子也成為採訪合作者。
- 哥吉拉（動態捕捉）：野村萬齋
- 矢口蘭堂（内閣官房副長官與「巨災對策本部」負責人，國會議員二代）：長谷川博己
- 加代子·安·派特森（美國總統特使，日裔參議員之女）：石原聰美
- 赤坂秀樹（總理大臣輔佐官，後接任内閣官房長官）：竹野內豐
- 大河内清次（內閣總理大臣）：大杉漣
- 東龍太（内閣官房長官）：柄本明
- 志村祐介（内閣官房副長官秘書官）：高良健吾
- 森文哉（厚生勞動省醫政局研究開發振興課課長）：津田寬治（日语：津田寬治）
- 安田龍彥（文部科學省研究振興局基礎研究振興課課長）：高橋一生
- 尾頭弘美（環境省自然環境局野生生物課課長輔佐，志村的學姊）：市川實日子
- 里見祐介（農林水產大臣，後接任總理大臣）：平泉成
- 柳原邦彥（國土交通大臣）：矢島健一（日语：矢島健一）
- 河野純（總務大臣）：濱田晃（日语：濱田晃）
- 佃駒人（法務大臣）：川井つと
- 鵜飼真一朗（財務大臣）：松澤仁晶（日语：松澤仁晶）
- 關口悟郎（文部科学大臣）：手塚通（日语：手塚とおる）
- 岩田剛（厚生勞動大臣）：兒玉賴信（日语：児玉頼信）
- 國平修一（副總理兼外務大臣）：大林丈史（日语：大林丈史）
- 葉山達也（經濟產業大臣）：信太昌之（日语：信太昌之）
- 郡山肇（内閣危機管理監）：渡邊哲（日语：渡邊哲）
- 町田一晃（經產省製造產業局局長）：吉田烏龍太（日语：吉田烏龍太）
- 金井光二（内閣府特命擔當大臣）：中村育二（日语：中村育二）
- 平岡君男（内閣官房副長官補）：佐藤貢三（日语：佐藤貢三）
- 菊川俊介（環境大臣）：横光克彦
- 安野（防災課局長）：諏訪太朗（日语：諏訪太朗）
- 小塚（東京都知事）：光石研
- 川又（東京都副知事）：藤木孝（日语：藤木孝）
- 片山（臨時外務大臣）：嶋田久作（日语：嶋田久作）
- 間邦夫（國立城北大學研究所生物圈科學研究科準教授）：塚本晋也
- 風越達雄（外務省、新政務擔當總理大臣秘書官）：神尾佑（日语：神尾佑）
- 立川始（資源能源廳油電事業部原子力政策課長）：野間口徹（日语：野間口徹）
- 泉修一（保守第一黨政調副會長）：松尾諭
- 壱岐治（大河内總理大臣秘書官（防衛省））：日中景泰（日语：日中景泰）
- 花森麗子（防衛大臣）：余貴美子
- 財前正夫（自衛隊統合幕僚長）：國村隼
- 袖原泰司（自衛隊統合幕僚監部運用第1課長）：谷口翔太（日语：谷口翔太）
- 山岡（陸上自衛隊東部方面隊總監）：小林隆（日语：小林隆）
- 三木（陸上自衛隊東部方面總監部幕僚長）：橋本潤
- 矢島（自衛隊統合幕僚副長）：鶴見辰吾
- 池田（自衛隊戰車第1中隊長）：齋藤工
- 牧悟郎（前城南大學統合生物學教授）：岡本喜八（照片演出）
- 西鄉（自衛隊第1普通科連隊長）：瀧皮爾（日语：ピエール瀧）
- 芦田（自衛隊第2飛行隊第1小隊長）：石垣佑磨（日语：石垣佑磨）
- 自衛隊戰車第2中隊長：KREVA（日语：KREVA）
- 山本（自衛隊統合幕僚監部運用部第1運用課長）
- 澤口龍彥（警察廳長官官房長）：古田新太
- 本部（警察廳刑事局局長）：{link-ja|茂呂師岡}}
- 消防隊隊長：小出惠介
- 警察廳危機責任管理要員：加藤厚成（日语：加藤厚成）
- 消防廳危機責任管理要員：阿部翔平（日语：阿部翔平）
- 早船達也（獨立記者）：松尾鈴木（日语：松尾鈴木）
- 根岸達也（原能規制廳監視情報課長）：黑田大輔（日语：黒田大輔_(俳優)）
- 塙（假名，生物學者）：原一男（日语：原一男）
- 志賀（假名，古代生物學者）：犬童一心
- 柳（假名，海洋生物學者）：緒方明（日语：緒方明）
- 廣田靜子（官邸職員）：片桐入
- 避難民眾：前田敦子
- 避難民眾：森廉（日语：森廉）
- 記者：三浦貴大
- 記者：川瀨陽太（日语：川瀨陽太）
- 加代子的隨扈：黑手黨梶田（日语：マフィア梶田）
- 其他演員：妹尾青洸（日语：妹尾青洸）、小川真由美、原知佐子（日语：原知佐子）、粟根誠、橫光克彥、米村莉子（日语：米村莉子）、平林智志、

川島夕空、五頭岳夫等

## 製作人員
- 製作：市川南（日语：市川南）
- 執行製作人：山内章弘（日语：山内章弘）
- 製片人：佐藤善宏、澁澤匡哉、和田倉和利
- 製作統籌：佐藤毅
- 編輯/VFX（視覺特效）監督：佐藤敦紀（日语：佐藤敦紀）
- VFX（視覺特效）製作人：大屋哲男（日语：大屋哲男）
- 攝影：山田康介（日语：山田康介）
- 燈光：川邊隆之
- 美術：林田裕至（日语：林田裕至）、佐久嶋依里
- 錄音：中村淳
- 整音：山田陽（日语：山田陽）
- 音響效果：野口透（日语：野口透）
- 音響設計：庵野秀明
- 美術設計：稲付正人
- 裝飾：坂本朗、高橋俊秋
- 服裝統籌：柘植伊佐夫（日语：柘植伊佐夫）
- 哥吉拉概念設計：庵野秀明
- 哥吉拉形象設計：前田真宏[16]
- 哥吉拉角色設計/製作：竹谷隆之（日语：竹谷隆之）
- CG製作人：井上浩正
- CG製作：岩本晶（日语：岩本晶）
- CG監督：伏見剛
- 合成監督：小林晋悟
- 哥吉拉建模和合成：上西琢也
- 哥吉拉動畫監督：佐藤篤司
- 哥吉拉概念動畫師：熊本周平
- 特殊造型製作人：西村喜廣（日语：西村喜廣）
- 色彩分級：齋藤精二
- 圖像設計：庵野秀明
- 劇本撰寫：田口良子（日语：田口良子）、河島順子
- 卡司製片人：杉野剛、南明日香
- 總監督助手：轟木一騎
- 助導演：足立公良
- 企劃協助：神山健治、浜田秀哉（日语：浜田秀哉）、川上量生
- 監督助手：大庭功睦（日语：大庭功睦）、中川和博、原島孝暢、由岐実、發智新太郎
- 影像概念： 前田真宏、林田裕至、丹治匠（日语：丹治匠）
- 分鏡：轟木一騎、摩砂雪、鶴卷和哉、前田真宏、樋口真嗣、庵野秀明
- 標題標誌設計： 庵野秀明
- 標題： 大槻彩乃、轟木一騎
- [Privis班]
  - khara工作室
  - ModelingCafe
  - Just Cause Production
  - D Visual
  - Crescent
  - UnknownCASE
  - Eiworth
  - 日本CG服務
  - WOW

[B班（特技兼任）]
- - 導演・特技統籌：尾上克郎（日语：尾上克郎）
  - 攝影：鈴木啓造、桜井景一（日语：桜井景一）
  - 燈光：小笠原篤志
  - 美術：三池敏夫（日语：三池敏夫）
  - 特殊效果・操演：関山和昭
  - 編劇：増子さおり
  - 助導：中山権正
  - 導演助手：小串遼太郎、上田倫人
  - 錄音：郷右近秀利

[C班]
- - 導演：石田雄介
  - 助導：市原直、伊野瀬優

[D班]
- - 攝影・錄音・導演：摩砂雪、轟木一騎、庵野秀明
- 音樂：鷺巣詩郎、伊福部昭（《哥吉拉》・《金剛對哥吉拉》・《機械哥斯拉的逆襲》・《宇宙大戰爭》・《三大怪獸 地球最大決戰》・《怪獸大戰爭》・《哥斯拉vs機械哥斯拉》
- VFX&DI： piCTURE ELEMENT iNC.
- VFX：白組
- 宣傳製片：是枝宗男、稲垣優
- 宣傳：大竹隆道、小宮良介、石原慎大、伊藤圭祐
- 廣告製作： 塚越一枝
- 宣材製作： 大城仁
- 預告編製作： 村田一、蔦川亜希
- 預告編導演： 佐藤敦紀、庵野秀明、小江英幸、寺原泰地
- 鋼琴： 縄島明彦
- 宣傳監修・海報/宣傳單張設計： 庵野秀明、轟木一騎
- 特別協力： 電通
- 製作製片公司：東寶電影、Cine Bazar
  - 副導演、特效統籌：尾上克郎（日语：尾上克郎）[17]
- 導演、特效總監：樋口真嗣
- 總導演、編劇、剪輯、音效設計：庵野秀明
- 製作/發行：東寶

## 製作

### 發展

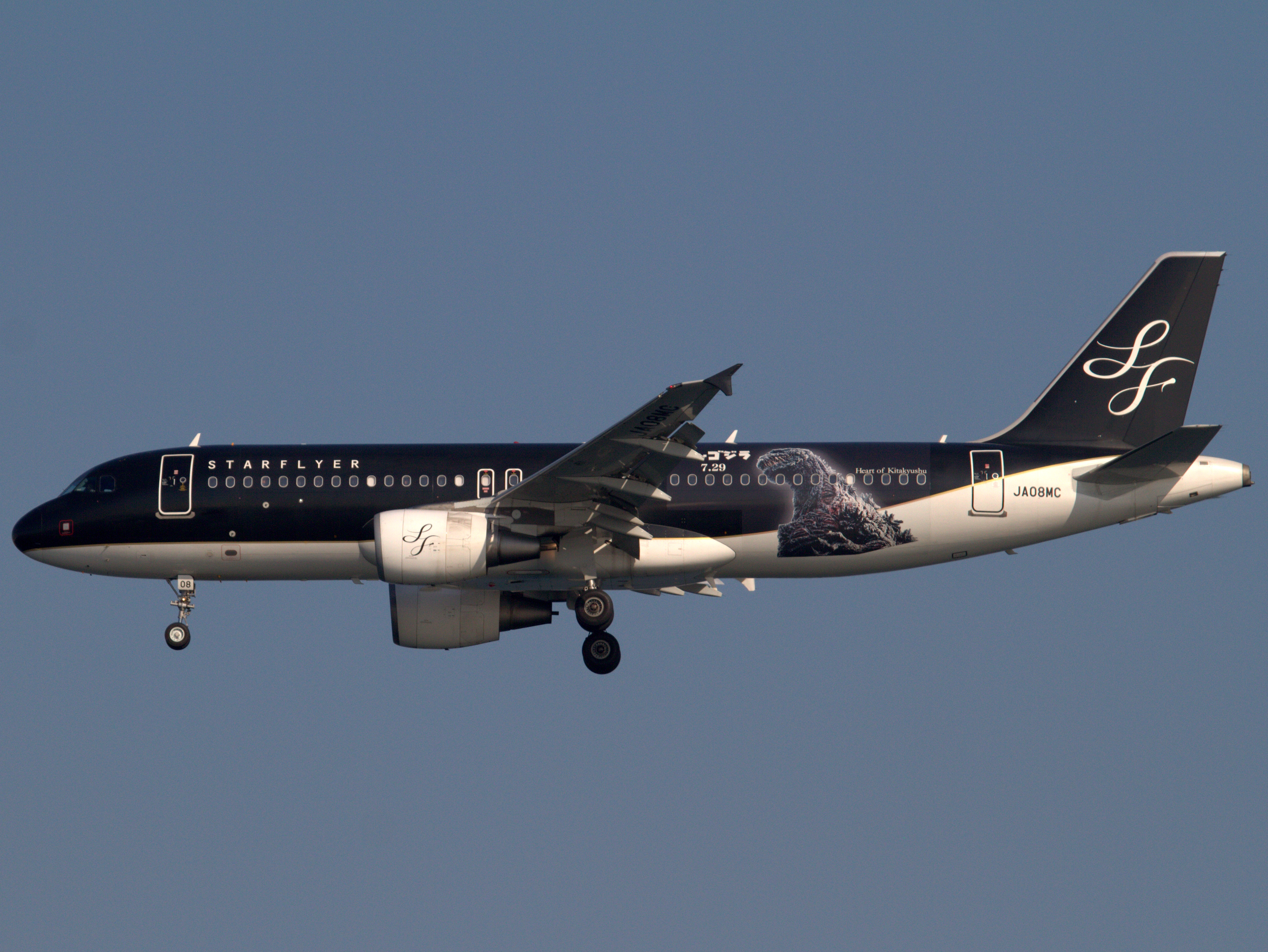
星悅航空 Shin Godzilla JET (JA08MC)

- 2013年1月，東寶已先行秘密找到庵野秀明規劃新的哥吉拉電影，同年6月初步劇本架構規劃完成。
- 2014年12月8日，由於美國導演蓋瑞斯·愛德華執導《哥吉拉》大賣，讓日本哥吉拉製片方決定將先前哥吉拉新作計畫實現。[18]
- 2015年
  - 4月1日，宣布由庵野秀明擔任總導演兼編劇、特效總監為先前當任《卡美拉 大怪兽空中决战》的樋口真嗣，而同時庵野也在執行製作《新·福音戰士劇場版:│▌》的工作，而先前《福音戰士新劇場版：Q 》製作完成之後的庵野精神開始出狀況，曾使得電影製作一度停擺。[19]
  - 9月23日，釋出演員名單有長谷川博己、石原聰美、竹野內豐等人。庵野命名「シン」包含了「新」、「真」、「神」的意義。[20]
  - 11月2日，石原聰美官方網站以LIVE直播方式，發表已經在當年10月31日正式拍攝完畢的消息[21]。
  - 12月10日，宣布於2016年7月29日正式上映。[22]
- 2016年
  - 1月6日，在東寶工作室於本作登場的哥吉拉四枚寫真在facebook上流出[23]。
  - 3月25日，為了紀念本作上映企畫「哥吉拉映畫總進擊」於5月7日 - 6月17日在神保町劇院上映，包含了哥吉拉 (2014年電影)在內的29部哥吉拉電影[24]。
  - 4月1日，本作與『福音戰士』的合作企畫「哥吉拉對福音戰士」發表[25]。
  - 4月14日，預告發表，同時也公布了演員名單[26]、哥吉拉採全CG繪製[27]。
  - 7月1日，新預告片日本部分劇院限定公開[28]。
  - 7月18日，由庵野親自剪輯的第二版預告片發表。
  - 7月19日，在品川王子大飯店舉行殺青記者會[29]。
  - 7月25日，在東京都內最大的電影院「TOHO Cinemas新宿」發表全球首映會，會場前歌舞伎町中央路布置與哥吉拉一樣身長118.5m的紅毯，並正式命名為「哥斯拉路」[30]。

### 製作背景
2014年《哥吉拉》在全球發行大獲成功後，東寶決定重新製作日本版的哥吉拉。該作品由庵野秀明擔任總監督與編劇，樋口真嗣擔任監督與特技監督。雖然庵野一開始曾拒絕這個提案，但在東寶的誠意與樋口的說服下，最終以「一次挑戰」的心態參與製作。庵野作為東寶特攝電影的總監督，是繼《再見木星》中的小松左京後，首次擔任此職位。與小松將演出交給橋本幸治不同，庵野幾乎全程參與了現場製作工作。此外，東寶方面要求劇中避免涉及鄰近國家的國際情勢，以及禁止觸及皇室相關事宜。
本片的製作規模空前，參與演員超過300人，工作人員達到1000人以上，並以三位監督和四個班組的形式進行製作，這對於日本電影來說是相當罕見的。
在設計方面，這是日本《哥吉拉》系列中首次完全採用CG技術製作哥吉拉形象。該項目由曾參與《巨神兵现身东京》等作品模型製作的竹谷隆之負責。竹谷接到樋口的邀請時，並未獲得太多具體細節，只被告知要設計一隻「有背鰭的怪獸」。設計討論基於前田真宏的概念草圖，經過庵野、樋口、竹谷與尾上克郎的集體討論，最終確定了哥吉拉的「完全生物」概念。電影名稱「正宗·哥吉拉」也承載了「新」、「真」、「神」等多重意涵。樋口表示，選擇CG技術的原因是相較於使用穿著怪獸裝的方式，這樣能更具成本效益。
片中人物的名字多來自庵野秀明的妻子、漫畫家安野夢洋子的作品，以及《白色巨塔》等超過十部作品。此外，命名遵循五大基本規則。
製片人佐藤善宏談到劇本時指出，電影本質為「模擬真實災害電影」、，「電影成品裡的幻想產物只有哥吉拉」。，其它部分皆力求真實。為了提高劇本的真實性，庵野從編劇階段就開始進行實地調查，並前往防衛省與自衛隊取材。在與自衛隊的岩谷浩會議中，討論了「假設哥吉拉真的出現時自衛隊的應對方式」及「對哥吉拉武器的使用能否認可」等問題，最終形成了貼近現實，基於政府官僚過去災害事例表現構成劇中對哥吉拉「巨大不明生物」的反應。在劇中，哥吉拉被稱為「巨大不明生物」，這一名稱來自會議中的官員發言。此外，為了拍攝戰車攻擊場景，製作方還參加了富士綜合火力演習，並將其畫面作為素材使用。雖然製作方曾考慮在內閣總理大臣官邸和自衛隊基地拍攝，卻因為官邸職員告誡不要完全還原現實場景，部分場景甚至未能獲得拍攝許可。雖然富士演習的影像用作素材，但如果不以取材為名，拍攝許可也不會批准。
在過去的自衛隊題材電影中，通常會讓不在前線的自衛官穿著制服，而在本作中，所有自衛官都穿著戰鬥服，這一決定是根據報道和資料的基礎來進行的。至於美軍方面，儘管與橫田基地進行了協商，最終未能提供影像資料。
為避免字幕過於突兀，劇中的字幕採用了簡單無特徵的明朝體字型，這一設計靈感源自《新世紀福音戰士》的風格。
劇中使用的電腦設備也經過設計，政府官員使用的是富士通和松下的電腦，研究者則使用Mac電腦，且所有非私人物品的設備上都有租賃標籤。牧所留下的解析表由筑波大学系統與資訊工程研究組教授三谷純提供資料。折紙元素在拍攝前才被加入劇本，並在拍攝已完成的場景中使用CG技術將折鶴添加進去。
關於東洋原子力研究所的設定並非真實存在，而是來自《假面騎士》13話登場中的同名機構。
在哥吉拉（第二形態）沿呑川前進的場景中，沿途出現的「ジャック&サリーねこ病院」則來自庵野與安野夫妻飼養的貓咪名字。影片中的社交媒體畫面也出現了「ジャック&サリー」的名稱，並且《工作狂人》女主角「松方弘子」這一角色的名字也出現在社交媒體的趨勢榜單上。

### 企劃經過
2013年1月21日，庵野秀明受吉卜力工作室製作人鈴木敏夫的邀請，參加了東寶重役的晚餐會。當時，東寶的取締役市川南向庵野提出製作新《哥吉拉》電影的邀約。當時庵野正在製作《福音戰士新劇場版：Q》，並且對於製作《哥吉拉》感到不太有必要，認為1954年首部《哥吉拉》電影已經是怪獸電影的巔峰，因此最初拒絕了這個提議。然而，市川南指出，庵野在2012年所製作的《館長庵野秀明特攝博物館·昭和平成的技術》的成果，應該製作一部特攝作品，來為特攝的未來負起最後的責任。庵野也開始認同這一觀點，因此決定不再拒絕，並開始考慮這一提案。
當時，庵野在經歷了《新·福音戰士劇場版:Q》的精神消耗後，身心狀況處於低谷，製作《福音戰士新劇場版：終》也進入了困難階段。然而，庵野對1984年版本的《哥吉拉》抱有深厚感情，且在東日本大震災後對於日本政府應對福岛第一核电站事故的政策感到關注，因此他構思了以政治人物或官僚為主角的故事，並將故事集中於官邸。最終，在2013年5月，庵野正式決定接手這個項目，在這個階段，庵野要求樋口真嗣和尾上克郎參與該項目。
當時，東寶尚未正式批准此項目，庵野表示，最初預定於翌年上映的《哥吉拉》將會影響這個計劃的走向。倘若該電影的票房表現不如預期，該計劃有可能會被取消。因此，庵野提出，如果計劃未能推進，他將會接手這個劇本。庵野回憶道，如果《哥吉拉》未能達到東寶的預期票房，他有可能會以相同的劇本拍攝另一部電影。
企劃會議於2013年6月5日和7月30日舉行。在這些會議中，主要進行了初步的面對面交流，並對電影的方向進行了粗略的設定。會議中提出的目標包括「製作一部適合成人觀賞的電影」，「追求徹底真實、硬派的路線」、「不考慮兒童觀眾」。庵野表示，他從這次會議的筆記中得到的啟示，幾乎未曾改變過。東寶方面的製片人也是首次負責《哥吉拉》系列電影的製作，因此在處理這些提案時比較靈活。庵野對東寶允許他對世界觀進行重塑，並且不加爭議地批准這一變革表示感激。
隨後，庵野認為自己難以獨立創作一個硬派政治驚悚的故事，於是請求擅長該領域的動畫導演神山健治協助撰寫劇本。神山於9月到11月之間撰寫了八稿劇本，並大致確定了故事的框架，但在此期間，由於神山自身的其他工作計劃，最終無法繼續參與此項目。之後，庵野接手了劇本的後續工作，並於年末提交了修改版劇本。然而，這一劇本加入了東寶的多項要求，如加入親情與戀愛元素、使哥吉拉具有翼型、增添公安與恐怖分子對抗、自衛隊擊落美軍的核導彈等情節，這些與神山的原始劇本有很大差異。庵野本人對該劇本內容表示不滿，並且從外界得到了不少負面評價。
2014年，庵野由於並行多個項目，無法再繼續單獨撰寫劇本，最終決定將劇本交由專業劇作家執筆。隨後，當《哥吉拉》上映並取得成功後，該計劃正式確定啟動。然而，在9月完成的劇本第0稿中，已經融入了東寶方面的多項要求，結果劇本內容與最初的設想大相徑庭。這使得庵野在10月提出了退出該項目的要求。經過大約一個月的休整後，庵野與東寶達成共識，根據庵野的意向繼續製作此片。最終，庵野於年末完成了最終的劇情梳理，並將故事分為三個主要部分，為電影定下了最終框架。

### 主題

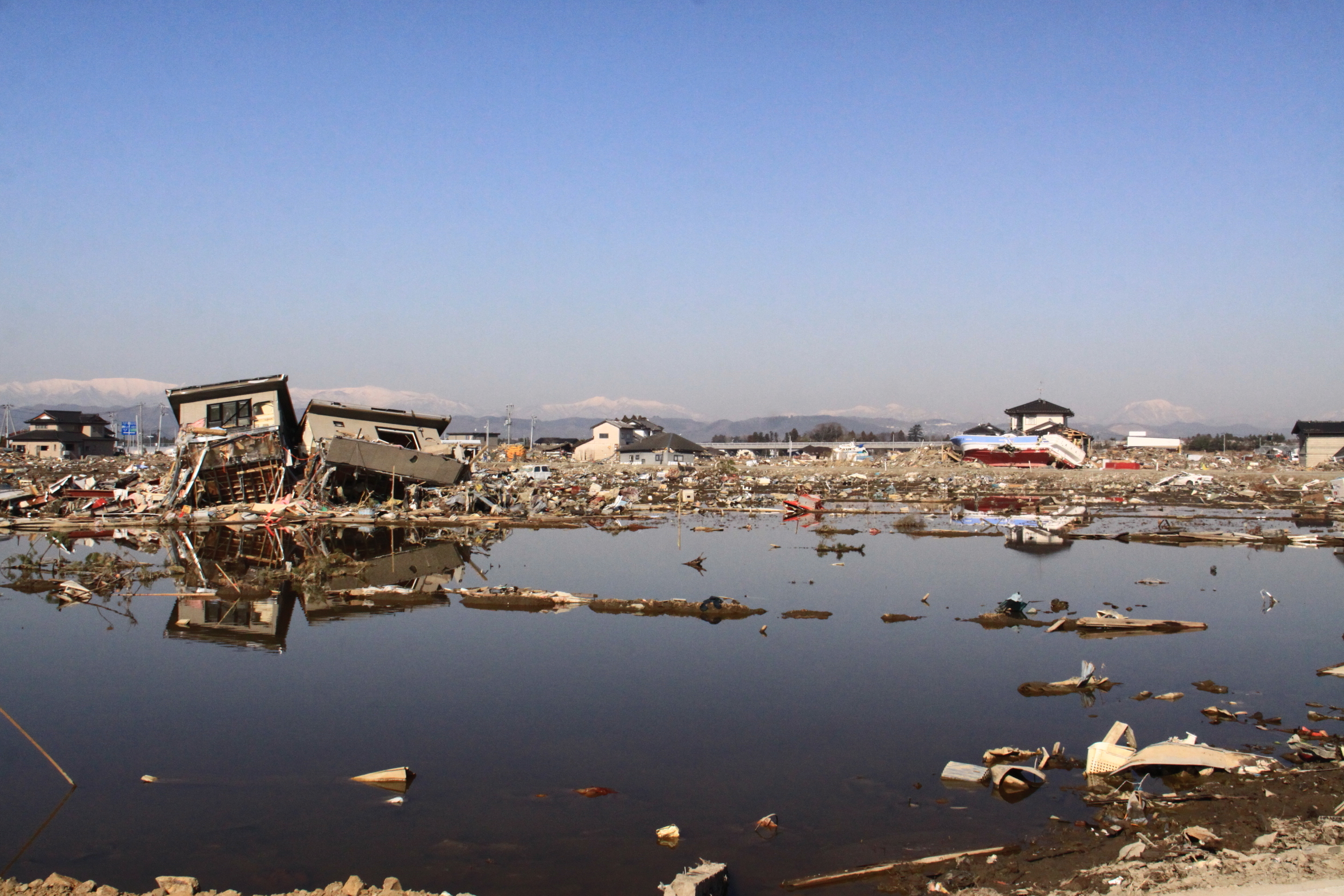
東日本大震災後的仙台平原沿岸，該場災難在日本社會引發的焦慮成為電影探討的一大主題。

本作品被視為東日本大震災的隱喻，其中包括了如國家戰略擔當大臣兼社會保障・稅制一體改革擔當大臣的設定、緊急災害對策本部的建立、混凝土泵車用來實現冷溫停止、美國的「友誼行動」等元素，這些描寫讓人聯想到當時的民主黨政府。大杉漣飾演的內閣總理大臣大河內清次被認為是以菅直人為原型，而余貴美子飾演的防衛大臣花森麗子則被認為是以小池百合子為模特。儘管並非直接以實際人物為模型，但在本作品的核心角色中，長谷川博己演繹的內閣官房副長官·政務擔當矢口蘭童與竹野內豐演繹的內閣總理大臣補佐官·國家安全保障擔當赤坂秀樹，可以與現實中的菅直人內閣成員對應，長谷川飾演的官房副長官與福山哲郎相符，而竹野內飾演的總理補佐官則與細野豪志相似。此外，東日本大震災期間擔任內閣官房長官的枝野幸男以及有防衛大臣經驗的小池百合子也作為取材協作者參與其中。為了進行取材，多玩國代表取締役以及Khara的取締役川上量生利用通過Niconico動畫平台建立與政治家和政府部門的聯繫。關於虛構的「巨災對」組織，庵野表示它是一種理想化、帶有願望色彩的官僚機構。
最初的企劃會議中，庵野已確立了要描繪巨大存在所帶來的恐懼以及人類如何透過智慧與勇氣來克服這些挑戰，同時描繪出日本及其人民的本質。他認為，將東日本大震災和福島核災的影響作為隱喻，是刻畫現代日本不可或缺的題材。庵野親自兩次前往災區，並深受震撼，這也成為他決定創作此作品的一個重要動力。
庵野表示，在實際有災民的情況下製作娛樂電影讓他感到困擾，認為在娛樂性和嚴肅性之間的平衡非常困難。雖然東寶方面曾提議去除電影中的放射性物質設定，因為這是一個敏感問題，但庵野堅持認為，既然是以「哥吉拉」作為題材，就不能避開放射性物質問題，因此他決定認真地對放射性物質的處理以及災難和受災情景的描繪。然而，電影避免了直接提及震災和核事故，而是透過設置原子力監管廳的登場來暗示這是一個經歷過震災的世界。為了考慮到東寶的立場，電影中的哥吉拉所發現的未知放射性物質被設定為具有較短半衰期，從而模糊了現實感，這一設定是為了向東寶方面示範對現實感的模糊處理，避免過於真實的描寫引發不必要的爭議。。
在描述哥吉拉造成的災難時，庵野強調了娛樂性的重要性，並避免了過度沉重的表現。他認為，現代日本人已經具備了一種能夠想像震災中市民直接受害情況的感性，因此不需要過多細節的描繪。對於建築物等的破壞，庵野指出，雖然災難報導可能讓觀眾感到沉重，但如果是通過迷你模型特攝來呈現，則能帶來一種興奮感。他希望在表現臨場感的同時，仍能保留特攝的感覺。劇中有一幕是在倒塌的大樓內描述住民的情景，這一場面是尾上克郎的主意，儘管庵野曾考慮過刪除它，但最終仍保留了這段，因為這段劇情並未直接描繪死亡。
關於故事的展開，庵野表示，由於怪獸電影數量龐大，即使某些情節會有重複，也不會因此感到困擾。他特別提到，哥吉拉的首部作品與1984年版之間，由於沒有出現對戰怪獸，某些情節必然會有相似之處。雖然樋口曾指出，這部作品某些方面向《歸來的超人力霸王》第五和第六集致敬，庵野在聽到這番話後才發現類似之處。
在「八鹽折作戰」的描寫中，庵野有意使用一些不現實的手法，作為娛樂電影高潮的一部分。他解釋道，過度現實的描寫會讓觀眾感到壓迫，因此他選擇通過特攝的迷你模型感來創造一種安全感，並帶來與之前劇情截然不同的快感。
雖然這部電影強烈體現了庵野的個人風格，並被評為「庵野秀明的電影」，庵野本人表示，雖然作品中反映了他的哲學、美學等理念，但這部作品並非基於思想或意識形態，而是以現實取材為基礎，保持中立的立場。總監督助手轟木一騎認為，儘管庵野的作家性在電影中表現得很強烈，但他並未將自己過多地投入其中，而是以一種成熟的立場創作這部電影。樋口則指出，庵野在這部作品中並未對怪獸電影有過多的情感投入，正是這種態度，使得他能夠創作出一部成功的、具有普遍吸引力的電影。

### 哥吉拉

#### 設計
前田真宏繪製概念圖，並起用《巨神兵现身东京》擔當巨神兵造型的竹谷隆之操刀。最初樋口真嗣去電竹谷僅言及設計有背鰭的怪獸，庵野秀明則拿著初代哥吉拉塑像找竹谷，想要致敬初代但非照抄而是吸收其優點。庵野提示概念為「完全生物」，由地球生物組成、位居頂點並超出其它存在，因此腳不像好萊塢版設計成動物作法，無警戒必要就不用耳朵，皮膚形狀參考苦瓜、呈現潰爛的樣子，身上參考流動熔岩猶如慘痛淌血樣貌，頭部取自蕈狀雲形象，眼睛採人眼、理由是生物之中以人眼最可怕。此外，胸骨突出為凸顯頭部屹立模樣，還設定因突變而急遽進化的五種型態：
- 第1型態：有如巨大蝌蚪，片中未出現全身造形，僅見到游泳的身影。
- 第2型態：頭部像皺鰓鯊、具備兩棲類的樣子，片中於蒲田初次登陸。
- 第3型態：登陸後長出前肢且能直立，之後回到海中。
- 第4型態[64]：片中再次登陸後的較為完整型態，並因美軍的投彈攻擊發射廣角熱線反擊，造成包括東京政治中心永田町在內的數個行政區幾乎完全毀滅。
- 第5型態：片末哥吉拉遭凍結後，最後一幕畫面中顯示轉移至尾巴末端持續進化的型態。

另在構思階段尚有分裂出雙頭，或胸肩腹部長出臉的想法；定案擇取哥吉拉含各生物要素、尾部混同人類特徵再度分裂增生。由於首創日本《哥吉拉系列電影》怪獸描寫使用全CG、儘量去除人味，所以在外型上不以「裡頭有人的道具服」為考量來設計。

#### 使用全CG
庵野認為以全CG繪製哥吉拉可靈活發揮非人演出部分，並讓日本電影本身及對CG看法有所改變。於是摒棄過往人穿道具服方法，這次哥吉拉動作採動態捕捉技術合成，由狂言師野村萬齋幕後演出。

### 取材
附帶一提，現實中在防衛省改組前的防衛廳時代，曾紙上推演哥吉拉來襲，結論同大量老鼠、蟑螂成災情形，依《自衛隊法》第83條屬「其他災害」可出動自衛隊，為「有害鳥獸驅除」可使用武器彈藥。

## 发行
《正宗哥吉拉》在2016年8月1日在日本上映，在超過350間戲院和446塊銀幕上以IMAX、4DX和MX4D格式發行。首周末票房約為6億2500萬日圓（約610萬美元），動員約41萬人，在該週末的票房中排名第一，超過了《海底總動員2：多莉去哪兒》（排名第二）和《航海王電影：GOLD》（排名第三）。
根據8月8日的興行通信社報告，電影在次周末蟬聯冠軍，累計動員約145萬人，累計票房收入達到21.5億日圓。在8月14日（公開17天後），累計動員約231萬人，累計票房收入約33.8億日圓，超越了2014年《哥吉拉》的最終票房約32億日圓。公開第5週，從7月29日至8月28日，累計動員360萬人，累計票房突破53億日圓，獲得2016年日本真人電影票房第1名。
截至9月6日，累計動員約421萬人，累計票房收入約61.3億日圓，突破了1992年上映的第19部《哥吉拉vs摩斯拉》累計動員約420萬人的紀錄，成為平成系列以來的最高動員數。公開第7週（9月10-11日），雖然已不再位居票房前三名，但累計動員已達約451萬人，票房收入約65.7億日圓。最終票房收入達82.5億日圓，成為哥吉拉系列中最大規模的國內票房。
公開期間內，還進行了多場特別放映活動，包括新宿巴爾特9劇院的發聲可能放映（可以在放映中出聲、攜帶化學光棒和cosplay），並且漫畫家島本和彥等人出席，還有庵野監督的驚喜登場。此外，也舉辦了女性限定的放映活動，並且包括市川實日子、松尾諭等演員也出席並穿著劇中服裝。這些活動的票在開賣後幾分鐘內就售罄。
另外，隨著電影的熱映，IMAX放映也在8月10日之前進行，並且根據電影的票房成績，從8月25日至9月9日再次重映。此外，TOHO Cinema新宿還舉辦了「哥吉拉・新世紀福音戰士・巨神兵 新·冠軍祭」，並在9月2日到15日進行了大熱映。全國多地的劇院也進行了發聲可能放映，並且有多場舞台問候活動，包括新宿和札幌劇場的特別活動。
國際上映方面，2016年8月12日臺灣首映，並且在新加坡、菲律賓、香港和泰國等地相繼上映。在美國，10月3日洛杉磯和10月5日紐約舉行了首映，並於10月11日至18日進行全美440家影院的上映。該片的美國首映當天，票房在全美興行排行榜中排名第10位，並且在週末票房中，422家影院的上映首日排名第12位。美國和加拿大的上映延長，並於10月22日以200家影院重新上映，並在部分影院持續上映至10月27日。最終，該片在美國的票房收入達到約150萬美元。此外，該片還在澳大利亞、新西蘭、韓國等地上映。
在臺灣，該電影的票房為26萬4235美元；在澳洲為8萬4090美元；紐西蘭為1萬3892美元；泰國為32萬2061美元；韓國為3萬6915美元；在西班牙為8031美元。
2016年11月，《正宗哥吉拉》入選2016年「新語、流行語大賞」的提名名單。
2020年，由於2019冠狀病毒病日本疫情影響，造成全國電影院大規模休業。隨著影院重新開放，部分地區的電影館無法上映新片，於是《正宗哥吉拉》進行了復映。結果，在2020年5月16日至17日的週末票房排名中，該片再次進入了第6名。
| 上一届： 《ONE PIECE FILM GOLD》 | 2016年日本週末票房冠军 第31-32周 | 下一届： 《》 |

#### 中国大陆
2017年3月，北京国际电影节组委会发布“北京展映”单元片单，本片入围，同年4月在北影节展映。2018年1月，本片开通新浪微博账号，宣布将于中国大陆公映。据微博信息，本片大陆发行方为北京东方光魔影视文化有限责任公司，该司营业执照于2020年9月7日被工商部门吊销，本片最终未能在中国大陆公映。

### 家用媒体
影片于2017年3月22日在日本推出藍光光碟（即BD）和DVD，蓝光光碟有普通版、特別版和4K版三种。特別版和普通版首周销量分别以8.2万、5.5万获得Oricon公信榜周间BD销量前两位，是日本电影（不包括动画电影，下同）第一次独占BD排行前两位，4K版以2.3万获得第4位。之后发布的数据显示BD特別版累计销量超过10万，也是日本电影首次。光碟销量获得Oricon年間映像排行日本电影第一。

## 黑白版
名為《正宗哥吉拉：ORTHO》（シン・ゴジラ：オルソ，SHIN GODZILLA:ORTHOchromatic）的黑白版本於2023年上映，該版本於山崎貴導演的電影《哥吉拉-1.0》上映期間的「哥吉拉上映會」的活動第4次上映會宣布，並於2023年10月27日在池袋HUMAX Cinemas舉行了帶有座談會的放映會，並且在全國六個影院進行了直播，隨後於10月28日和29日繼續放映。
在上述上映會中，庵野也作為嘉賓登場。這部黑白版的製作是庵野應邀策劃的，並由樋口和尾上進行監修。「ORTHO」一詞來自於「歐爾索彩色片」（Orthochromatic Film），而該版本的質感也是朝著這種電影膠片效果來進行製作的。該版本的Blu-ray與DVD版本於2024年5月1日發售。

## 荣誉
| 獎項                       | 部門                     | 名單                                 | 結果  |
| 2016                       | 2016                     | 2016                                 | 2016  |
| -------------------------- | ------------------------ | ------------------------------------ | ----- |
| 第38回横滨电影节           | 日本电影十佳             | 真·哥斯拉                            | 第4位 |
| 第38回横滨电影节           | 特別大賞                 | 庵野秀明                             | 獲獎  |
| 第41回報知電影獎           | 作品獎・邦画             | 真·哥斯拉                            | 提名  |
| 第41回報知電影獎           | 導演獎                   | 庵野秀明                             | 提名  |
| 第41回報知電影獎           | 女配角獎                 | 石原聰美                             | 提名  |
| 第29屆東京國際電影節       | ARIGATO獎                | 真·哥斯拉                            | 獲獎  |
| 第58回日本唱片大獎         | 特別賞                   | 真·哥斯拉                            | 獲獎  |
| 2016年新語、流行語大賞     | 候補語                   | 真·哥斯拉                            | 提名  |
| 2017                       |                          |                                      |       |
| 第90回電影旬報十佳         | 日本電影十佳             | 真·哥斯拉                            | 第2位 |
| 第90回電影旬報十佳         | 编剧獎                   | 庵野秀明                             | 獲獎  |
| 第90回電影旬報十佳         | 读者选出十佳（日本電影） | 真·哥斯拉                            | 第2位 |
| 第40屆日本電影學院獎       | 最佳影片                 | 真·哥斯拉                            | 獲獎  |
| 第40屆日本電影學院獎       | 最佳導演                 | 庵野秀明（总導演）、樋口真嗣（導演） | 獲獎  |
| 第40屆日本電影學院獎       | 最佳男主角               | 長谷川博己                           | 提名  |
| 第40屆日本電影學院獎       | 最佳女配角               | 石原聰美／市川實日子                 | 提名  |
| 第40屆日本電影學院獎       | 最佳配乐                 | 鷺巢詩郎                             | 提名  |
| 第40屆日本電影學院獎       | 最佳攝影                 | 山田康介                             | 獲獎  |
| 第40屆日本電影學院獎       | 最佳燈光                 | 川邉隆之                             | 獲獎  |
| 第40屆日本電影學院獎       | 最佳美術                 | 林田裕至、佐久嶋依里                 | 獲獎  |
| 第40屆日本電影學院獎       | 最佳錄音                 | 中村淳（錄音）、山田陽（整音）       | 獲獎  |
| 第40屆日本電影學院獎       | 最佳剪辑                 | 庵野秀明、佐藤敦紀                   | 獲獎  |
| 第71回每日電影獎           | 日本電影大獎             | 真·哥斯拉                            | 獲獎  |
| 第71回每日電影獎           | 最佳女配角               | 市川實日子                           | 獲獎  |
| 第71回每日電影獎           | 最佳美術                 | 林田裕至、佐久嶋依里                 | 獲獎  |
| 第71回每日電影獎           | 最佳導演                 | 庵野秀明                             | 提名  |
| 第59回藍絲帶獎             | 作品獎                   | 真·哥斯拉                            | 獲獎  |
| 第59回藍絲帶獎             | 女配角獎                 | 石原聰美                             | 提名  |
| 第67回芸術選奨             | 映画部門文部科学大臣賞   | 庵野秀明（『真·哥斯拉』的成果）      | 獲獎  |
| 第20屆日本新媒體動漫藝術節 | 娱乐部門大賞             | 真·哥斯拉（庵野秀明・樋口真嗣）      | 獲獎  |
| 第26回東京體育電影大獎     | 作品賞                   | 真·哥斯拉                            | 提名  |
| 第26回東京體育電影大獎     | 導演獎                   | 庵野秀明・樋口真嗣                   | 獲獎  |
| 第26回東京體育電影大獎     | 女配角獎                 | 市川实日子                           | 提名  |
| 第37回日本SF大獎           | 特別獎                   | 真·哥斯拉(庵野秀明)                  | 獲獎  |
| 第48回日本星雲獎           | 多媒体部門               | 真·哥斯拉(庵野秀明)                  | 獲獎  |
| 映画秘宝2016年             | 映画十佳                 | 真·哥斯拉                            | 1位   |
| 日本OTAKU大獎2016          | 大獎                     | 真·哥斯拉                            | 獲獎  |
| 第11届亞洲電影大獎         | 最佳视觉效果             | 大屋哲男                             | 獲獎  |
| 第11届亞洲電影大獎         | 最佳音響                 | 中村淳                               | 提名  |
| 第43届土星獎               | 最佳国际电影             | 真·哥斯拉                            | 提名  |

### 書籍
- 『シン・ゴジラ』パンフレット 2016年7月29日発行 / 発行所：東宝（株）映像事業部
- . [協力] 東宝. 双葉社. 2016-07-24 [2014-07-06]. ISBN 978-4-575-31156-3.
- . TJ MOOK. 宝島社. 2016-08-15 [2014-07-26]. ISBN 978-4-8002-5699-7.
  - . TJ MOOK. 宝島社. 2023-11-30 [2016-08-15]. ISBN 978-4-299-04835-6.
- 野村宏平; 冬門稔弐. . 映画秘宝COLLECTION. 洋泉社. 2016-11-23. ISBN 978-4-8003-1074-3.
- . 洋泉社MOOK. 洋泉社. 2018-06-14. ISBN 978-4-8003-1461-1.
- . 監修 東宝株式会社/協力 東宝 ゴジラ戦略会議. 宝島社. 2018-11-03. ISBN 978-4-8002-8860-8.
- 雑誌
  - 取材・文 渡辺麻紀 「押井守が語る、シンゴジラと庵野秀明」『TV Bros.』 764号 東京新聞通信社、2016年9月10日発行、8 - 11頁。
  - . 宇宙船 (ホビージャパン). 2017-04-01,. vol.156 (（SPRING 2017.春）). ISBN 978-4-7986-1434-2.

## 外部連結
- 《正宗哥吉拉》電影官網 （页面存档备份，存于）

- Box Office Mojo上《正宗哥吉拉》的資料（英文）
- 互联网电影数据库（IMDb）上《正宗哥吉拉》的资料（英文）
- 爛番茄上《正宗哥吉拉》的資料（英文）
- Metacritic上《正宗哥吉拉》的資料（英文）
- AllMovie上《正宗哥吉拉》的资料（英文）
- 開眼電影網上《正宗哥吉拉》的資料（繁體中文）
- 时光网上《正宗哥吉拉》的資料（简体中文）
- 豆瓣电影上《正宗哥吉拉》的資料 （简体中文）